# Gunnar Ekelöf
Bengt Gunnar Ekelöf (Estocolmo, 15 de Setembro de 1907 - Sigtuna, 16 de Março de 1968) foi um escritor, poeta e tradutor sueco. Depois de uma fase inspirada pelo surrealismo francês, enveredou por uma via modernista, sofrendo mais tarde a influência da filosofia oriental.

## Academia Sueca
Gunnar Ekelöf ocupou a cadeira 18 da Academia Sueca, para a qual foi eleito em 1958.